# 荒野の洗礼者聖ヨハネ (トット・シント・ヤンス)
『荒野の洗礼者聖ヨハネ』（こうやのせんれいしゃせいヨハネ、独: Johannes der Täufer in der Einöde、 英: John the Baptist in the Wilderness）は、初期ネーデルラント派の画家ヘールトヘン・トット・シント・ヤンスが1490年にオーク板上に油彩で制作した絵画である。画家の名前シント・ヤンス (オランダ語で聖ヨハネ) は聖ヨハネ騎士団との深いつながりを表しており、画家はこの騎士団のために数々の作品を制作した。騎士団の守護聖人であった洗礼者聖ヨハネを描いたこの絵画は、ハールレムに住んでいた騎士団所属の騎士が個人的に礼拝するためのものであった。作品は、ベルリン絵画館に所蔵されている。　

## 作品
緑豊かな夏の風景の中、日が沈もうとしており、鳥が羽ばたき、鳴いている。ウサギが草を食み、小川には牡鹿が水を飲みにやってきている。このような自然描写に匹敵するものはこれ以前には見られず、その点で本作はまさにヨーロッパ風景画の端緒となる作品といえる。
自然と一体化している姿で表されている洗礼者聖ヨハネは裸足の足をこすり合わせており、それは長期の遍歴と窮乏の人生を物語っている。彼は顎に手を当てて、夢見心地に思考し、瞑想している。これから起こるイエス・キリストの犠牲と贖罪について思いを巡らしているのである。
聖ヨハネの背後には子羊が横たわっている。『新約聖書』中の「ヨハネによる福音書」 (1:29) にある「見よ、世の罪を取り除く神の小羊だ」というヨハネの言葉通り、子羊はキリストの象徴である。子羊は預言が成就されるのを、神の子羊であるキリストが洗礼のため聖ヨハネのところにやってくるのを待っている。